# Zyzzogeton haenschi
Zyzzogeton haenschi är en insektsart som beskrevs av Gustav Breddin 1902. Zyzzogeton haenschi ingår i släktet Zyzzogeton och familjen dvärgstritar. Inga underarter finns listade i Catalogue of Life.